# Wally (groupe)
Wally est un groupe britannique de rock progressif, originaire d'Angleterre. Il est formé au début des années 1970, et dirigé par le chanteur et compositeur Roy Webber.

## Biographie
Arrivé en finale d'un concours organisé par la revue rock Melody Maker, le groupe attire l'attention d'un des juges, Bob Harris, qui lui décroche un contrat auprès de la firme Atlantic Records. Le premier album Wally est produit par Bob Harris et Rick Wakeman, et parait en 1974. Après la sortie de cet album, le groupe part en tournée en Grande-Bretagne, aux États-Unis et au Japon.  Nick Glennie-Smith remplace Paul Gerrett aux claviers avant la sortie du deuxième album Valley Gardens (produit par Bob Harris). Les tournées ont raison de la cohésion du groupe, qui se sépare vers 1976-1978.
Le batteur Roger Narraway devient guitare soliste, et Paul Middleton se retire du North Yorkshire Dales. Il joue avec son propre groupe, The Angst Band, avec Frank Mizen à la pedal steel, guitare et au banjo. Paul Gerrett décède d'une crise cardiaque en 2008.
Après trente ans d'absence, les membres originaux accompagnés par Frank Mizen à la pedal steel et Will Jackson à la guitare - joue en concert en avril 2009 dans leur ville natale d'Harrogate. Un DVD du concert est publié dans l'année. Un troisième album, Montpellier (2010), fait participer Roy Webber et Paul Middleton, et est publié en février 2010 ; un second concert prend place en avril. Le groupe se sépare de nouveau en 2015.

## Membres
- Roy Webber - guitare acoustique, chant
- Nick Glennie-Smith - claviers
- Pete Sage - basse, violon acoustique, violon électrique
- Paul Middleton - steel guitar, basse
- Pete Cosker - guitare, basse
- Rodger Narraway - batterie, percussions

## Discographie
- 1974 : Wally
- 1975 : Valley Gardens